# 舒婷
舒婷（1952年5月25日—），原名龚佩瑜，中国女诗人，朦胧诗派代表人物。她崛起于20世纪70年代末的中国诗坛，她和同代人北岛、顾城、梁小斌等以迥异于前人的诗风，在中国诗坛上掀起了一股“朦胧诗”大潮。

## 生平
1952年5月25日，舒婷出生于福建龙溪县石码镇，祖籍泉州晋江。祖宅位于泉州城内的旧馆驿。由于从小随父母定居于厦门，长期定居鼓浪屿，因而也自认为厦门人。
1969年下乡插队，1972年返城当工人，1979年开始发表诗歌作品，1980年至福建省文联工作，从事专业写作。现任福建省文联副主席、厦门市文联主席。

## 作品
主要著作有诗集《双桅船》、《会唱歌的鸢尾花》、《始祖鸟》，散文集《心烟》等。《致橡树》是朦胧诗潮的代表作之一。
有《一种演奏风格:舒婷自选诗集》作家出版社 2009-09 ，《舒婷诗集》鹭江出版社2006等。
《舒婷文集》全三册，1997 江苏文艺出版社。1、最后代挽歌，2、梅山那边，3、凹凸手记。
《舒婷文集》全三册，2021-07长江文艺出版社。舒婷诗、舒婷散文、舒婷随笔。

## 诗歌作品的特征
以女性的独特生命经验书法抒写了时代女性的精神和思考。舒婷长于自我情感律动的内省，捕捉复杂细致的情感体验。情感的复杂、丰富性常常通过假设、让步等特殊句式表现的曲折紧致。
以自我为核心构建了一个全新的抒情形象。表现出一种甜蜜的忧郁，一种感伤的希望，传达忧伤而美丽的心情。对人的自我价值——尊严的肯定和确认，对人格独立和人生理想的追求张扬，构成了舒婷全部诗歌的核心思想。
具有着明显的现代主义特点。舒婷的诗采用了隐喻、意象、暗示、象征、通感。打破了时空等等现代主义的表现方式。具有浓郁的浪漫主义色彩。舒婷的诗充满了温情和包容，形成了一种深情柔和的诗风。

## 荣誉
- 诗歌《祖国啊，我亲爱的祖国》获1980年全国中青年优秀诗歌作品奖，并被选入苏教版高一语文必修三和人教版语文九年级下册；[9]
- 《双桅船》获全国首届新诗优秀诗集奖、1993年庄重文文学奖；[9]
- 《真水无香》获第六届华语文学传媒盛典“年度散文家授奖”；[9][10]

## 家庭
丈夫：陈仲义(1948年生于厦门)，厦门城市学院教授。
儿子：陈思（1982年生于厦门），北京大学中文系中国现当代文学专业博士，中国社会科学院文学研究所当代室研究员。